# Zhang Yining
Zhang Yining (Pequim, 5 de Outubro de 1982) é uma mesa-tenista chinesa campeã mundial e olímpica.

## Principais títulos
- 2000 - Campeã da Grande Final do Pro Tour[1]
- 2002 - Campeã da Grande Final do Pro Tour[1]
- 2005 - Campeã da Grande Final do Pro Tour[1]
- 2006 - Campeã da Grande Final do Pro Tour[1]
- 2002 - Campeã dos Jogos Asiáticos[1]
- 2007 - Campeã Asiática[1]
- 1999 - Vice-campeã Mundial[1]
- 2003 - Vice-campeã Mundial[1]
- 2005 - Campeã Mundial[1]
- 2004 - Campeã dos Jogos Olímpicos de Atenas[1]
- 2008 - Campeã dos Jogos Olímpicos de Pequim